# Orvin (Szwajcaria)
Orvin (hist. Ilfingen) – gmina (niem. Einwohnergemeinde) w północno-zachodniej Szwajcarii, w kantonie Berno, w regionie administracyjnym Berner Jura, w okręgu Berner Jura. 31 grudnia 2020 roku liczyła 1198 mieszkańców. 

## Demografia
Według danych z 2000 r. 82,5% mieszkańców gminy była francuskojęzyczna, 14,2% niemieckojęzyczna, a 1,1% albańskojęzyczna. Na dzień 31 grudnia 2020 obcokrajowcy stanowili 11,3% ogółu mieszkańców.

## Transport
Przez teren gminy przebiega autostrada A16.